# Bull Canyon Provincial Park
Bull Canyon Provincial Park är en park i Kanada.   Den ligger vid Bull Canyon i provinsen British Columbia, i den sydvästra delen av landet, 3 500 km väster om huvudstaden Ottawa. Bull Canyon Provincial Park ligger 921 meter över havet.
Terrängen runt Bull Canyon Provincial Park är varierad. Trakten runt Bull Canyon Provincial Park är nära nog obefolkad, med mindre än två invånare per kvadratkilometer..
I omgivningarna runt Bull Canyon Provincial Park växer i huvudsak barrskog.